# 4073 Ruianzhongxue
4073 Ruianzhongxue eller 1981 UE10 är en asteroid i huvudbältet som upptäcktes den 23 oktober 1981 av Purple Mountain-observatoriet i Nanjing, Kina. Den är uppkallad efter en skola i den kinesiska provinsen Zhejiang.
Asteroiden har en diameter på ungefär 12 kilometer och den tillhör asteroidgruppen Themis.